# Adam Block
Adam Block (Warwick, gennaio 1973) è un astronomo statunitense.
Laureatosi all'Università dell'Arizona, ha iniziato a lavorare all'Osservatorio di Kitt Peak per poi passare all'Osservatorio di Monte Lemmon.
Il Minor Planet Center gli accredita la scoperta dell'asteroide 45298 Williamon effettuata il 5 gennaio 2000.
Gli è stato dedicato l'asteroide 172525 Adamblock.